# Jaime Balaguer Sarriera

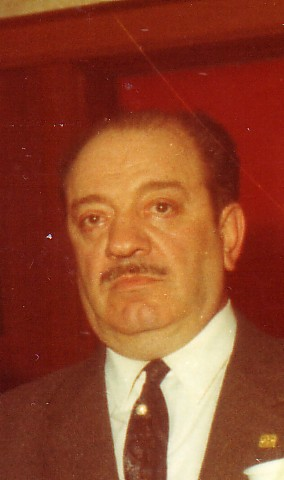
Jaime Balaguer Sarriera en 1970

Jaime Balaguer Sarriera (1912 - Barcelona 10 de agosto de 1989) fue un conocido industrial y empresario teatral barcelonés.
En el año 1930, el sr. Jaime Balaguer Sarriera compartía con su padre D. Modesto Balaguer un taller de pulimentación de metales y fabricación manual de herramientas de corte, situado en Sarrià, en la calle Cardenal Vives i Tutó.
Finalizada la guerra, se trasladó en la calle Numancia, y en 1940 funda la sociedad, BALAGUER, S.A. junto con su socio el sr. Ramón Mayol Averós, que aporta capital a la Empresa.
Pronto, los productos forjados, como: cuchillos, tijeras, llaves fijas, y herramientas de cuchillería, tuvieron por su calidad, gran aceptación en el mercado nacional. Se fabricaban las hojas forjadas de cuchillos , para todas las fábricas de cubiertos de plata y alpaca del país, como “Metales y Platería Ribera, S.A”, ”Alberto Castro, S.A.”, ”Cunill, S.A.”, ”Idurgo”, “Platería Durán S.A”, ..entre otros, y de los principales plateros y cuberteros de España.
De la famosa tijera de cocina “7 Usos “ se llegaron a fabricar más de tres millones de unidades, y estaba presente en la mayoría de los hogares de España.

Cartel publicitario de la Tijera de los 7 usos Balaguer.

En el año 1960, se creó el departamento de exportación, asistiendo la Empresa a numerosos certámenes -como la World Trade Fair por tres años consecutivos en Nueva York, y por toda Europa-, con lo que se da salida al exterior a los productos de calidad fabricados en Barcelona.
Con motivo de la publicidad en Radio, Cines y Teatros de sus productos, el sr. Balaguer se interesa por el Teatro Victoria, lo compra y edifica a su alrededor tres bloques de pisos, dando así una nueva perspectiva moderna que aún perdura a la Avenida del Paralelo y la Calle Vilá Vilá, y reforma en su totalidad el viejo Teatro, convirtiéndolo en el más moderno de la ciudad, con lo que a partir de entonces será muy solicitado por las mejores Compañías Artísticas del momento.
En reconocimiento a su incansable labor, creación de puestos de trabajo y éxitos profesionales, en 1970 se le concede la Medalla al Mérito del Trabajo.
La fábrica cerró sus puertas en febrero de 1981, época de recesión y gran crisis en la que también fueron a la quiebra la mayoría de las empresas metalúrgicas de la región catalana.

## Teatro Victoria
En 1954, Jaime Balaguer compró la totalidad de las acciones de “La Barcelonesa de Espectáculos S.A." a los señores Bergada, Tolosa y Bosch convirtiéndose en el único propietario del Teatro Victoria de Barcelona.
En los primeros tiempos se representaron Vodeviles y Variedades con artistas de la talla de Gema del Río, Maty Mont, Rosa y Nopi, Eugeni Roca, Mario Visconti, la Bella Dorita, Carmen Flores, Mary Merche, Gardenia Pulido, Escamillo; y programas de folclore español con Rafael Fariña, Estrellita Castro, Pepe Blanco, Carmen Morell, Antonio Amaya...

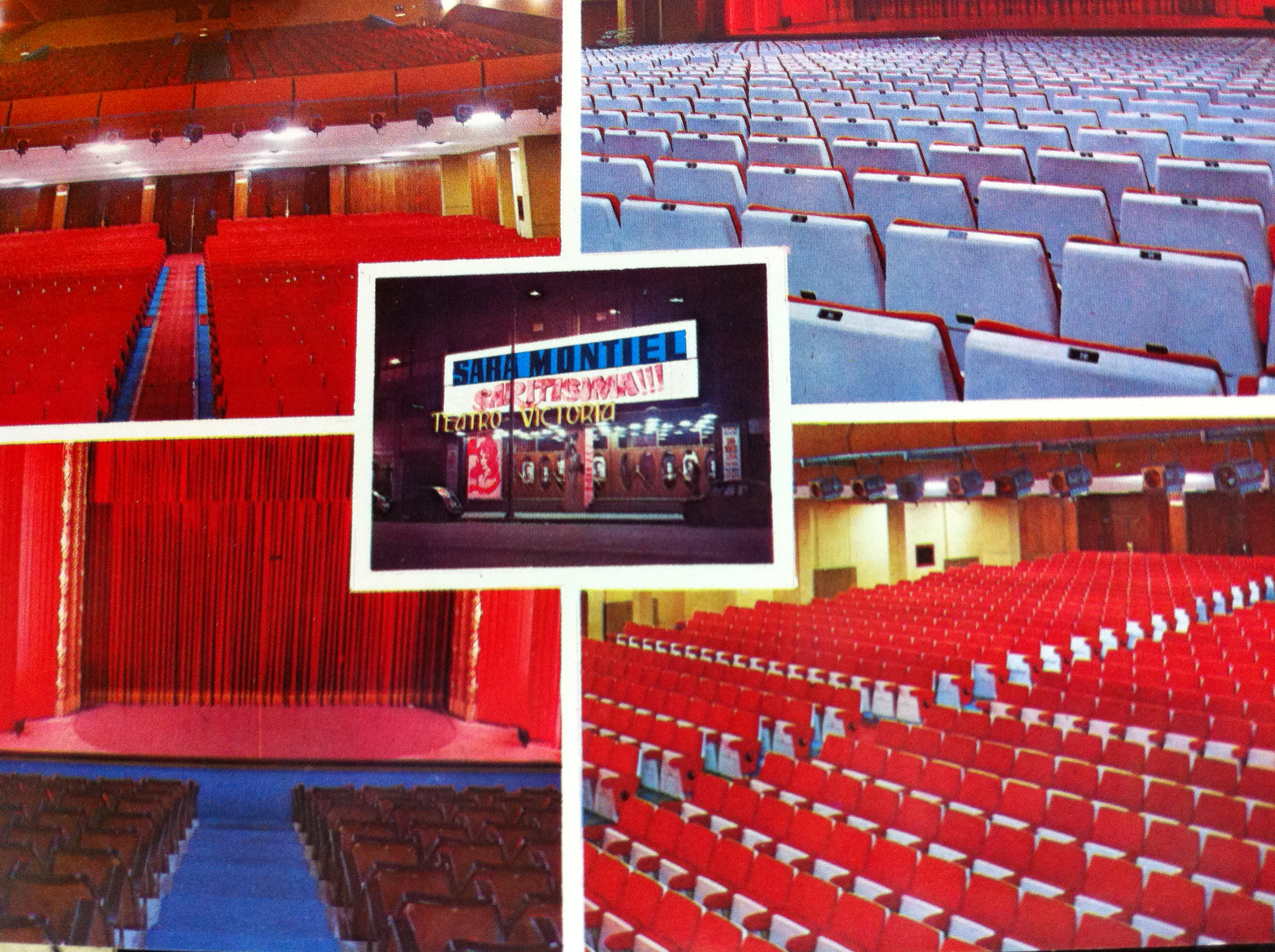
Fachada e interior del teatro completamente reformado.

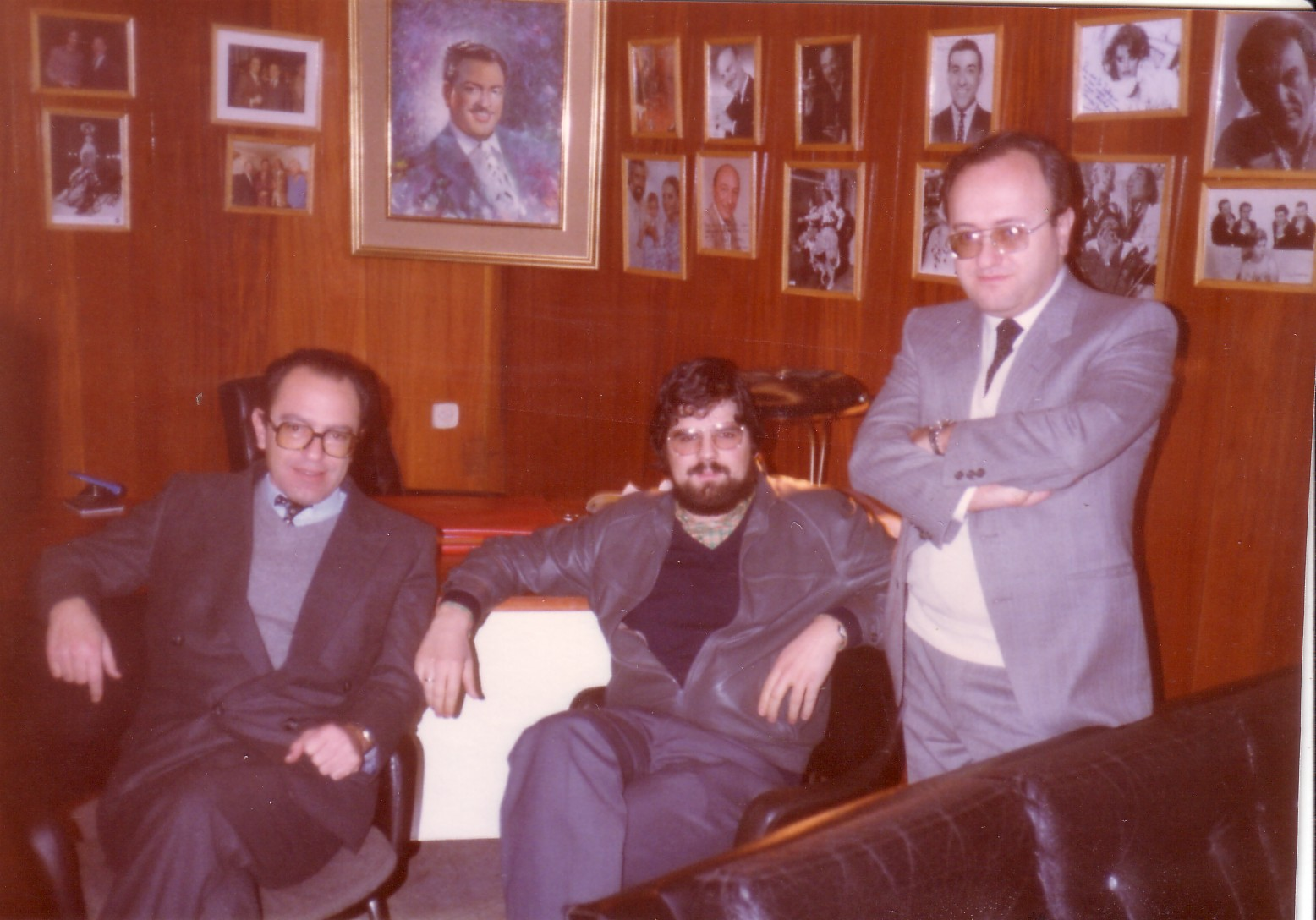
Los hermanos Balaguer y Toni Coll en el despacho gerencial del Teatro Victoria.

Jaime Balaguer se asoció con grandes empresarios como Joaquín Gasa, los hermanos Riba de Scala, Laso de la Vega, Joaquín Soler Serrano o Jordi Morell para formar Compañía Artística; y consecuentemente se ofrecieron los mejores espectáculos del momento, como Lindsay Kemp, la Linterna Mágica de Praga, el Cirque du Soleil, la Orquesta de la Radiotelevisión de Moscú, El diluvio que viene...
En 1967, Jaime Balaguer construyó dos bloques de pisos: los números 65 y el 67 el Paralelo, dando lugar a la primera reforma del Teatro Victoria, con entrada y vestíbulo de estilo reformista, que fue muy bien acogido por la crítica. Con esta ocasión se estrena Una chica en mi sopa con las estrellas Concha Velasco y Guillermo Marín. En el año 1969, construyó un nuevo bloque de pisos, detrás del local, en la calle Vilá Vilá, lo que supone la reforma total del Teatro: el patio de butacas, el primer piso, los camerinos y un bar-restaurante en la salida de emergencia hacen que el Teatro Victoria fuera, con sus 1.500 localidades y 4 palcos, uno de los teatros más apreciados del momento.
Se presentó la Semana de la Cançó, con Juan Manuel Serrat, La Trinca, Núria Feliu, Peret y Capri, de la mano de Joaquín Soler Serrano y se montaron grandes revistas con Mary Santpere, Casen, Tony Leblanc, Chicho Gordillo.
En 1980 Jaime Balaguer se retiró y sus hijos Jordi y Ricardo Balaguer se hicieron cargo de la programación. Se programaron espectáculos de Broadway como I'm misbehavin, Mil años de jazz, Hair o Cabaret, y grandes revistas con Sara Montiel, Agata Lys, Barbara Rey, Lilián de Celis, el Tropicana, Brasil Tropical, Bibi Andersen...
En 1986, con un contrato de alquiler por 20 años, entra a programar el Teatro Victoria la conocida como Tres per Tres, una sociedad formada por Tricicle, Dagoll Dagom y Anexa. Finalmente en el año 2001 esta sociedad compra el teatro, con lo que acaba la época de los Balaguer como propietarios del local.